# Rick Hill
Richard "Rick" Hill, född 30 december 1946 i Grand Rapids, Minnesota, är en amerikansk republikansk politiker. Han var ledamot av USA:s representanthus 1997–2001. 
Hill avlade 1968 kandidatexamen vid St. Cloud State University och 2005 juristexamen vid Concord School of Law.
Hill efterträdde 1997 John Patrick Williams som kongressledamot och efterträddes 2001 av Denny Rehberg.
I guvernörsvalet 2012 förlorade Hill knappt mot demokraten Steve Bullock.